# Юбер Шаруель
Юбе́р Шаруе́ль (фр. Hubert Charuel; нар. 31 травня 1985, Вітрі-ле-Франсуа, Верхня Марна, Франція) — французький кінорежисер та сценарист.

## Біографія
Юбер Шаруель народився 31 травня 1985 у Вітрі-ле-Франсуа, департамент Верхня Марна у Франції, в родині фермерів. До приходу в кінематограф він працював у сфері молочного скотарства.
У 2011 році Юбер Шаруель закінчив виробниче відділення кіношколи La fémis в Парижі. Його дипломний короткометражний фільм «Діагональ порожнечі» був відібраний для участі в декількох кінофестивалях, зокрема в Клермон-Феррані. Друга короткометражка Шаруелся «К-нада» також брала участь на кінофестивалі у Клермон-Феррані, а також отримала в 2015 році нагороду за найкращий французький короткометражний фільм на Європейському фестивалі перших фільмів у Анже.
У 2017 році Юбер Шаруель дебютував повнометражним фільмом «Дрібний фермер» зі Сванном Арло та Сарою Жиродо в головних ролях. Фільм брав участь у програмі Спеціальних показів на 70-му Каннському міжнародному кінофестивалі 2017 року та отримав схвальні відгуки кінокритиків. У 2018 році стрічка була номінована у 8-ми категоріях на французьку національну кінопремію «Сезар», у тому числі як найкращий фільм, найкращий дебютний фільм та за найкращу режисерську роботу.

## Фільмографія

### Короткометражні фільми
- 2011: Діагональ порожнечі / Diagonale du vide
- 2015: К-нада / K-nada[5]
- 2016: Фокстер'єр | Fox-Terrier

### Повнометражні фільми
- 2017 : Дрібний фермер / Petit Paysan

## Визнання
| Рік                                          | Категорія                                             | Фільм                                      | Результат |
| -------------------------------------------- | ----------------------------------------------------- | ------------------------------------------ | --------- |
| Європейський фестиваль перших фільмів у Анже |                                                       |                                            |           |
| 2015                                         | Найкращий французький короткометражний фільм          | К-нада                                     | Перемога  |
| Каннський міжнародний кінофестиваль          |                                                       |                                            |           |
| 2017                                         | Золота камера                                         | Дрібний фермер                             | Номінація |
| Філадельфійський кінофестиваль               |                                                       |                                            |           |
| 2017                                         | Найкращий дебютний фільм                              | Дрібний фермер                             | Перемога  |
| Єрусалимський кінофестиваль                  |                                                       |                                            |           |
| 2017                                         | Приз ФІПРЕССІ за найкращий міжнародний дебютний фільм | Дрібний фермер                             | Номінація |
| Приз Луї Деллюка                             |                                                       |                                            |           |
| 2017                                         | Найкращий перший фільм                                | Дрібний фермер                             | Номінація |
| Премія Європейської кіноакадемії             |                                                       |                                            |           |
| 2017                                         | Європейське відкриття                                 | Дрібний фермер                             | Номінація |
| Премія «Люм'єр»                              |                                                       |                                            |           |
| 2018                                         | Найкращий дебютний фільм                              | Дрібний фермер                             | Номінація |
| Премія «Сезар»                               |                                                       |                                            |           |
| 2018                                         | Найкращий фільм                                       | Дрібний фермер                             | Номінація |
| 2018                                         | Найкращий дебютний фільм                              | Дрібний фермер                             | Перемога  |
| 2018                                         | Найкраща режисерська робота                           | Дрібний фермер                             | Номінація |
| 2018                                         | Найкращий сценарій                                    | Дрібний фермер (спільно з Клодом Ле Папом) | Номінація |